# Ladies' Home Journal
Ladies' Home Journal es una revista estadounidense publicada por la Meredith Corporation. El primer número se publicó el 16 de febrero de 1883. En 1891 fue publicada en Filadelfia por la Curtis Publishing Company. En 1904 fue la primera revista estadounidense en tener un millón de suscripciones.
Ha sido una de las principales revistas para mujeres del siglo XX en Estados Unidos con un importante papel histórico. En 1892, Ladies' Home Journal se convirtió en la primera revista en rechazar anuncios de medicina. Durante la Segunda Guerra Mundial (1939-1945) el gobierno de EE. UU. trasladó sus mensajes dirigidos a las mujeres a través de la revista. El 18 de marzo de 1970 un centenar de activistas feministas organizaron una sentada en la redacción para reclamar que la revista se ocupara de temas de actualidad que interesaran realmente a las mujeres y denunciar que quien dirigía la revista y por tanto elegía los temas a publicar era un hombre.
Dejó de publicarse como revista mensual en julio de 2014. En la actualidad se publica en papel como revista trimestral y su sitio web continúa activo.
Ladies' Home Journal  fue una de las Siete Hermanas, un grupo de revistas para mujeres.

## Historia
The Ladies' Home Journal surgió como un suplemento popular de la revista Tribune and Farmer titulado Women at Home (Mujeres en casa), escrito por Louisa Knapp Curtis. Se convirtió en una publicación independiente un año después de su aparición, con Knapp como editora los primeros seis años. Su nombre, hasta 1886, fue The Ladies Home Journal and Practical Housekeeper. Rápidamente se convirtió en la principal revista estadounidense destinada al público femenino, logrando una distribución de más de un millón de ejemplares en diez años. Edward W. Bok asumió la dirección en 1889, y logró atraer a numerosos autores europeos y estadounidenses que escribieron artículos de calidad para la revista. A principios del siglo XX, la revista publicó el trabajo de periodistas de investigación y críticos conocidos como muckrakers y artículos de reformistas sociales como los de la feminista y pacifista Jane Addams. En 1901 publicó dos artículos que destacaban los diseños arquitectónicos de Frank Lloyd Wright iniciador del movimiento Prairie School
Durante la Segunda Guerra Mundial, fue un espacio particularmente privilegiado por el gobierno para enviar mensajes a las amas de casa. A finales de los años 60 durante la segunda ola del feminismo y la emergencia del feminismo radical la revista fue uno de los objetivos de las activistas que cuestionaban el papel tradicional que se destinaba a las mujeres manteniéndolas en el hogar como amas de casa. En marzo de 1970 organizaron una sentada como protesta.
Journal, junto con sus rivales más importantes, Better Homes and Gardens, Family Circle, Good Housekeeping, McCall's, Redbook y Woman's Day eran conocidas como las "Siete Hermanas". En 1968, la editorial Curtis Publishing vendió Ladies' Home Journal, junto con la revista American Home, a Downe Communications por $5,5 millones de dólares. En 1986, Meredith Corporation adquirió la revista por $96 millones de dólares.
Los bajos costos de suscripción, la inclusión de publicidad para compensar costos y su contenido popular fueron parte del éxito de Ladies' Home Journal. Esta estructura operativa fue adoptada por revistas masculinas como McClure's y Munsey's aproximadamente una década después de que fuera la norma para las revistas de mujeres estadounidenses. Algunos investigadores argumentan que las revistas femeninas fueron pioneras de la "revolución de las revistas".
La revista tuvo un rediseño visual y editorial en marzo de 2012. La fotógrafa Brigitte Lacombe fue contratada para las fotos de portada, y Kate Winslet apareció en el primer número renovado. La revista anunció que parte de sus editoriales se realizaría mediante crowdsourcing de sus lectoras. Este arreglo fue uno de los primeros de su tipo entre las revistas más importantes.
Aunque la revista mantuvo su popularidad, la atracción de publicidad se hizo más difícil. A pesar de su alta base de suscripciones (3,2 millones), no fue líder entre las revistas femeninas, y su público relativamente envejecido no era un grupo demográfico que atrayera a los anunciantes. Estos factores incitaron la decisión para acabar con su publicación mensual, y se relanzó de manera trimestral. Al mismo tiempo, la sede de la revista se mudó de Nueva York a Des Moines, Iowa.

## Características
Knapp continuó como editora de la revista hasta que fue reemplazada por Edward William Bok en 1889. Aun así, se mantuvo implicada en la administración de la revista, y también escribió columnas para cada número. En 1892, Ladies' Home Journal se convirtió en la primera revista en rechazar anuncios de medicina.
La profesora de cocina más famosa de su época, Sarah Tyson Rorer, fue la primera editora sobre comida en la revista, publicando sus artículos de 1897 hasta 1911 que se cambió a Good Housekeeping.
En 1946, la revista adoptó el eslogan, "Nunca subestime el poder de una mujer" que todavía mantiene en la actualidad.

### ¿Puede este matrimonio ser salvado?
Una de las columnas estrella de la revista era  “¿Puede este matrimonio ser salvado?” un consultorio matrimonial en el que cada miembro de la pareja exponía su punto de vista sobre el problema en cuestión, un consejero matrimonial planteaba las soluciones, y se publicaba el resultado. La columna se publicó por primera vez en 1953 por Dorothy D. MacKaye bajo el nombre de Dorothy Cameron Disney. MacKaye cofundó esta columna con Paul Popenoe, uno de los primeros consejeros matrimoniales en Estados Unidos y fundador del Instituto Estadounidense de Relaciones Familiares de Los Ángeles, California. MacKaye murió en 1992 a los 88 de edad. Entre los escritores y escritoras de la columna estaban Lois Duncan y Margery D. Rosen.

## Sentada feminista de protesta en 1970
El 18 de marzo de 1970, un grupo de feministas realizaron una sentada durante 11 horas en la oficina de la revista en defensa de los derechos de las mujeres. El centenar de mujeres pertenecían a los movimientos feministas Media Women, New York Radical Women, NOW, y Redstockings apoyadas por amigas - incluidas periodistas, estudiantes de cine y estudiantes de derecho- para ayudar con la logística y el asesoramiento para la protesta del día. Eligieron el Ladies' Home Journal  porque una de las activistas trabajaba allí y con ella pudieron entrar en la redacción. Entre las organizadoras de la sentada estaba la periodista Susan Browmiller.
El grupo presentó sus demandas al editor jefe John Mack Carter y la editora senior Lenore Hershey, una de las pocas integrantes femeninas del equipo editorial. Trajeron una revista simulada titulada "Women's Liberated Journal" y exhibieron una pancarta que decía "Women's Liberated Journal" desde las ventanas de la oficina.
Entre las quejas estaba el que la revista perpetuaban los mitos del patriarcado y se centraban en la belleza y el trabajo doméstico. Fingían que no existían las madres solteras y nunca se mencionaba la sexualidad de las mujeres o temas como la Guerra de Vietnam.
También cuestionaban los anuncios que relacionaban el consumo con la felicidad, implicaban grandes ganancias a costa de publicar artículos por ejemplo sobre "Cómo lavarse el cabello y mantenerlo brillante" junto a información de cuidado del cabello, lo que garantiza un ciclo de publicidad rentable y contenido editorial. 
- Contratar a una editora en jefe y un equipo editorial exclusivamente femenino

- Haga que las mujeres escriban columnas y artículos, para evitar el sesgo masculino inherente

- Contratar mujeres no blancas de acuerdo con el porcentaje de minorías en la población de EE. UU.

- Aumentar los salarios de las mujeres

- Proporcionar guardería gratuita en el establecimiento, ya que la revista dice que se preocupa por las mujeres y los niños

- Abrir reuniones editoriales para todos los empleados, para eliminar la jerarquía de poder tradicional

- Dejar de publicar anuncios que degradan a las mujeres o los anuncios de las empresas que explotan a las mujeres

- Deje de publicar artículos vinculados a la publicidad

- Termine la columna "¿Se puede salvar este matrimonio?"[4]

Las activistas sugirieron a la revista que plantearan otros temas. Susan Brownmiller lo explica en su libro "Our Time: Memoir of a Revolution"
- Cómo obtener un divorcio

- Cómo tener un orgasmo

- Qué decirle a tu hijo en edad de recluta

- Cómo los detergentes perjudican nuestros ríos y arroyos

### Consecuencias
El editor John Mack Carter se negó a renunciar a su trabajo, pero aceptó permitir que las feministas produjeran una parte del contenido de un número del Ladies' Home Journal, que apareció en agosto de 1970. También prometió estudiar la viabilidad de una guardería en el lugar. Unos años más tarde, en 1973, Lenore Hershey se convirtió en la editora en jefe de Ladies 'Home Journal.
En 1972 las periodistas y activistas Gloria Steinem y Dorothy Pitman Hughes junto a otras mujeres del movimiento feminista crearon la revista Ms.

## Galería de cubiertas

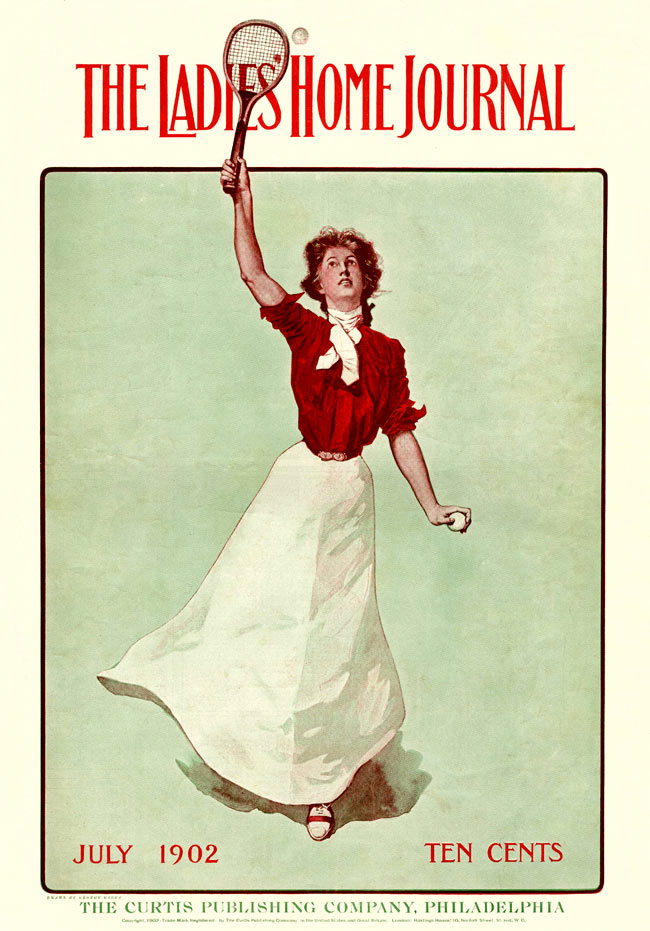
Ilustración de George Gibbs, julio de 1902
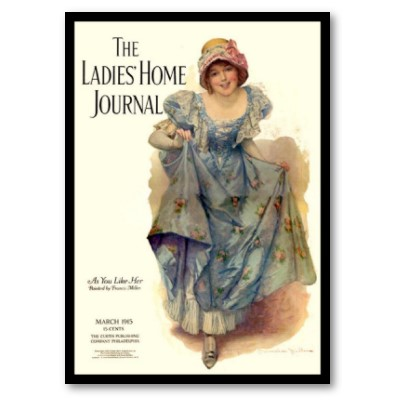
Marzo de 1915
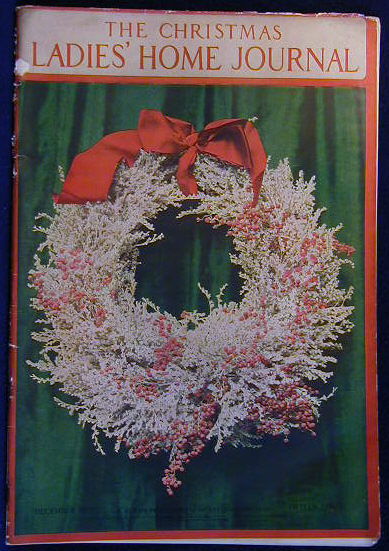
Cubierta de 1906